# Буткевич, Александр Яковлевич
Алекса́ндр Я́ковлевич Бутке́вич (январь 1900 — 11 ноября 1966) — советский партийный и государственный деятель.
Сын Буткевич Сергей Александрович 1936-1988
Жена Шахмотова Софья Григорьевна  1900-1976
Внучка Казарновская Любовь Юрьевна 18 июля 1956 Москва
Внук Буткевич Александр Сергеевич 2 марта 1962 Москва

## Биография
Родился в январе 1900 года селе Тисуль Мариинского уезда Томской губернии. Еврей. Образование среднее.
Участник установления советской власти в Томске.
С 1919 в РККА. После окончания Гражданской войны на партийной, советской и хозяйственной работе.
С января 1929 по август 1930 — председатель исполкома Орловского окружного Совета. В 1930—1931 председатель Центрально-Чернозёмного областного СНХ.
В 1934 году — председатель Организационного комитета Президиума ВЦИК по Обско-Иртышской области, образованной 17 января на основе Тобольского, Тюменского и Ишимского округов Уральской области и ликвидированной 7 декабря 1934 года.
26 января—10 февраля 1934 года делегат XVII съезда ВКП(б).
С декабря 1934 — заместитель председателя Омского облисполкома.
Избирался делегатом XVI партконференции и XVII съезда ВКП(б). Член ВЦИК 16-го созыва.
4 октября 1937 года арестован, 19 ноября 1939 года освобождён, дело прекращено за отсутствием состава преступления.
Участник Великой Отечественной войны, политработник. Воевал на Западном фронте (1941—1942), на Донском фронте (1942—1943), на 3-м Украинском фронте (1943—1944), с июля 1944 года на 1-м Белорусском фронте. К концу войны — гвардии подполковник, заместитель начальника политотдела 88-й гвардейской стрелковой дивизии.
С 1955 года — персональный пенсионер.
Похоронен в Москве на Новодевичьем кладбище.

## Награды
- 15.04.1943 Орден Красной Звезды
- 15.11.1943 Орден Отечественной войны II степени
- 08.04.1945 Орден Отечественной войны I степени
- 07.06.1945 Орден Красного Знамени